# Butanica, Bohinjska Bistrica
Butanica je potok, ki izvira vzhodno od naselja Bohinjska Bistrica. Kot desni pritok se pridruži potoku Stržnica, ta pa se nato priključi potoku Belica, ki se kot desni pritok izliva v Savo Bohinjko.